# وینارتتا
وینارتتا (تلفظ ایسلندی: [ˈvi:narˌtʰɛr̥ta]‏ " وین torte")، یک دسر محبوب است که منشأ آن در قرن نوزدهم ایسلند است، که اکنون در بین نوادگان مهاجران ایسلندی به آمریکای شمالی محبوب است. این دستور غذا در 150 سال گذشته تغییر کمی داشته‌است و اغلب توسط سازندگان آمریکای شمالی به شدت حفظ می‌شود. دستور غذاها از خانواده ای به خانواده دیگر کمی متفاوت است، اما بیشتر وینارتتاها کیک‌های چند لایه ای هستند که از لایه‌های متناوب بیسکویت و آلو با طعم بادام و/یا هل یا گاهی مربای آلو تهیه می‌شوند،
این کیک در حال حاضر در جوامع ایسلندی در کانادا و ایالات متحده بیشتر از ایسلند شناخته شده‌است. کیک مدرن ایسلندی با کیک سنتی متفاوت است و مربای آلو از جمله خامه یا توت فرنگی جایگزین معمولی است.